# Warnowwerft Warnemünde
Warnowwerft Warnemünde (рус. Варнов-верфь Варнемюнде)  - верфь, предназначавшаяся в 20 веке, после Второй мировой войны, для строительства озёрно-речных и морских судов каботажного плавания в Варнемюнде, земля Мекленбург-Передняя Померания (Германия) и получившая своё официальное наименование в советской зоне оккупации 1 августа 1948 года. 

## История
Территория, на которой в 1948 году заработало Народное предприятие, сильно пострадала в ходе налётов англо-американской авиации. Оборудование имевшейся здесь ранее лодочной верфи (Bootswerft) было эвакуировано в западные сектора оккупации и додемонтировано под руководством майора Побегалова. Несмотря на это советским командованием уже в октябре 1945 года было принято решение о возрождении верфи. 22 октября 1945 года для местных рыбаков было построено два швертбота Gustav Sobottka и Kapitän Manow, которые стали первыми судами построенными в советском секторе. 29 октября 1950 года началось строительство новой верфи для строительства судов водоизмещением более 10.000 тонн. 2 августа 1951 года было поставлено заказчику первое судно из стали: учебный парусник Wilhelm Pieck. В начале 1950-х годов большие инвестиции были направлены на создание кранового оборудования с 4 стапелями, в результате чего появился самый большой комплекс в европейском судостроении, а параллельно с расширением верфи в 1953—1956 годах шло строительство грузопассажирских теплоходов типа Байкал, проект 646, для Советского Союза.   

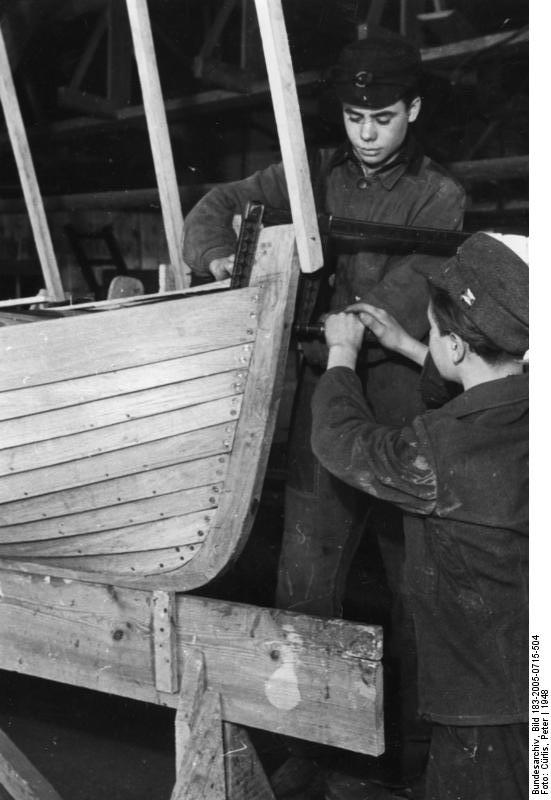
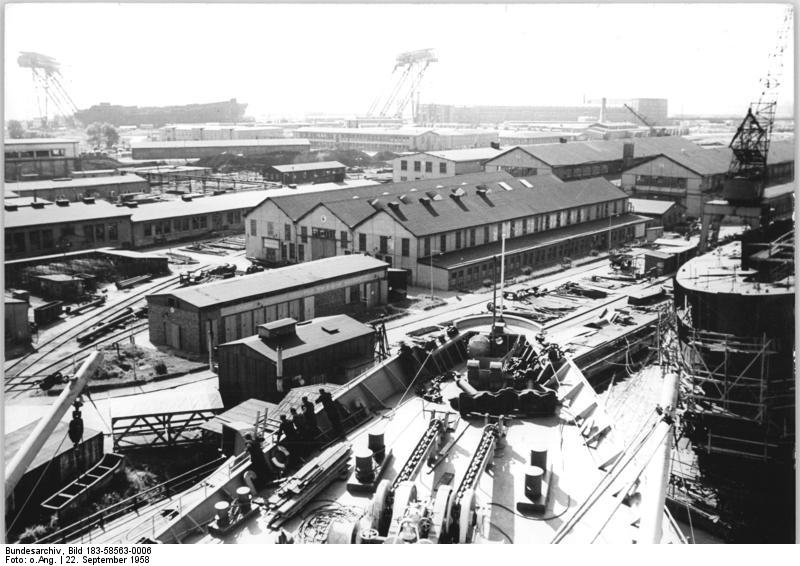
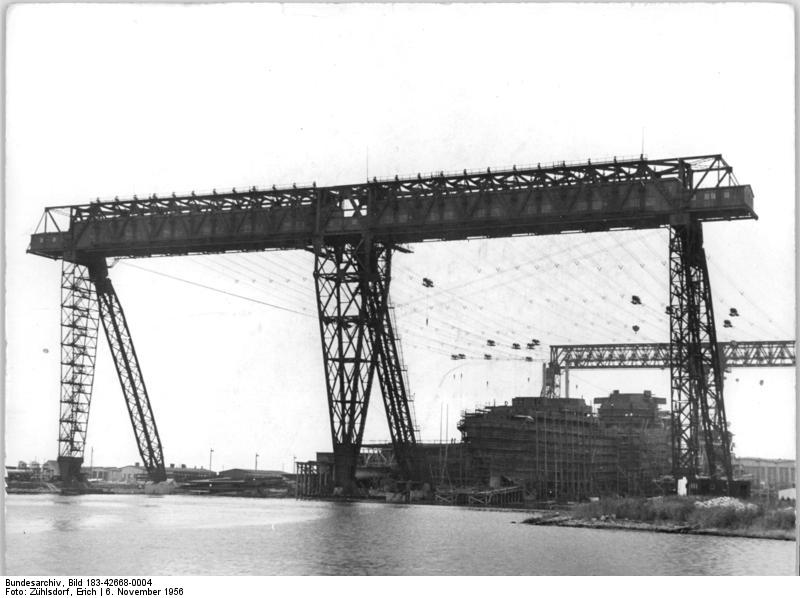
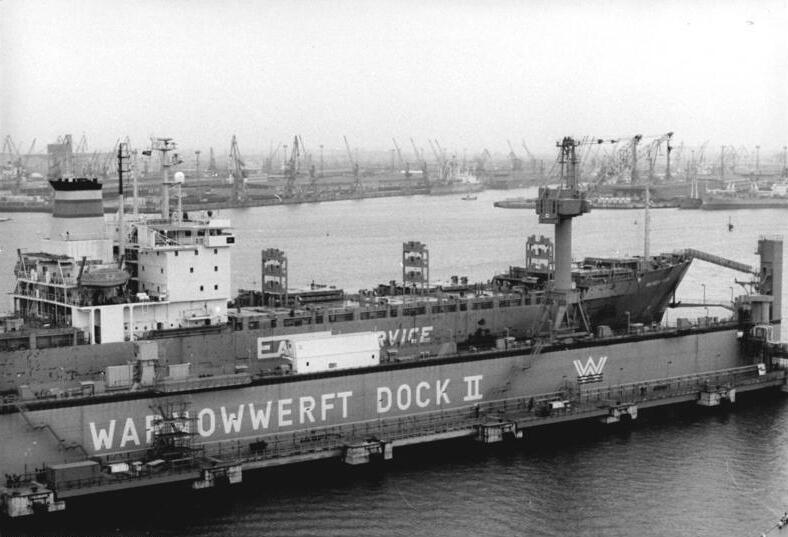
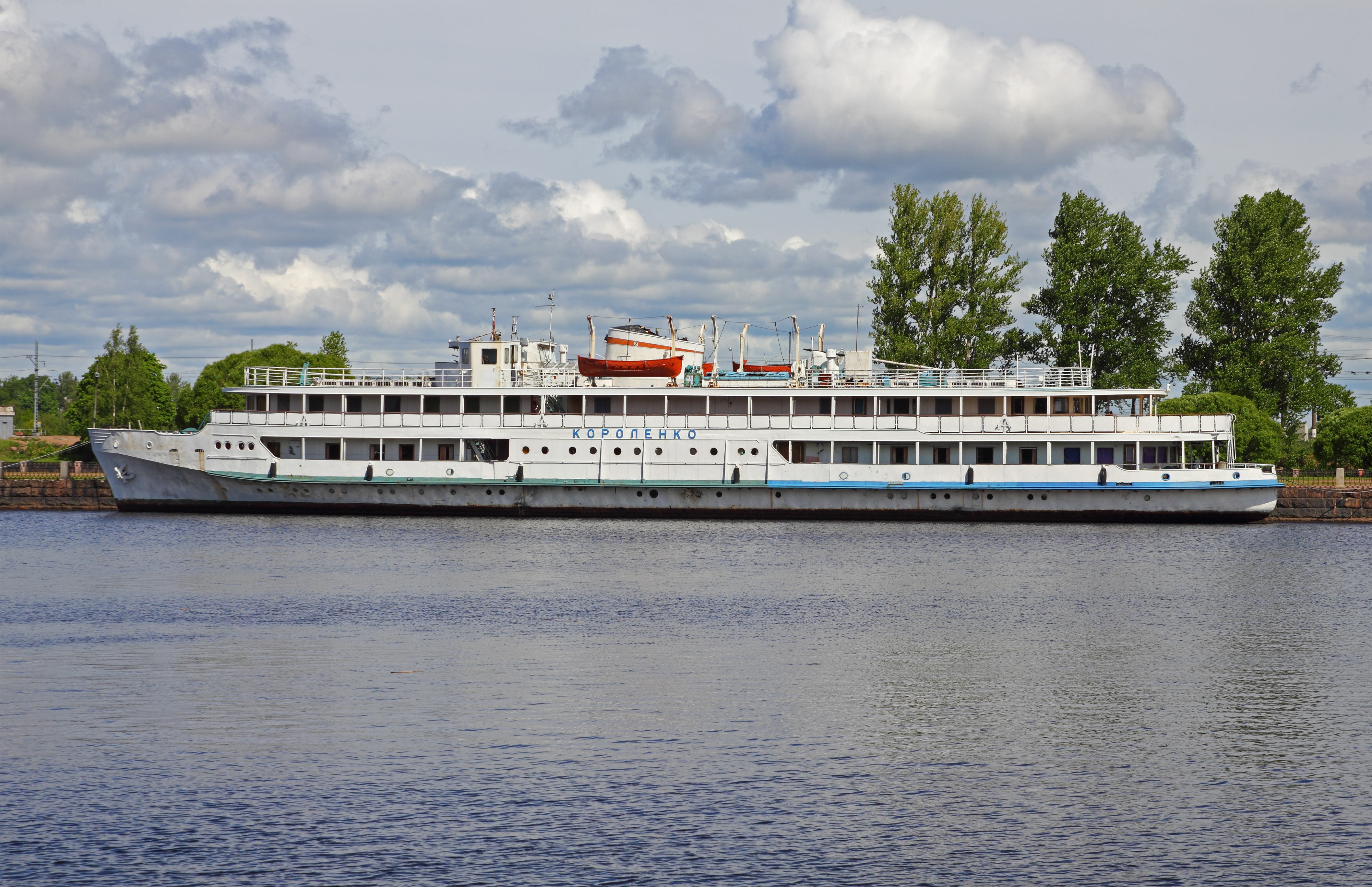